# (848) Inna

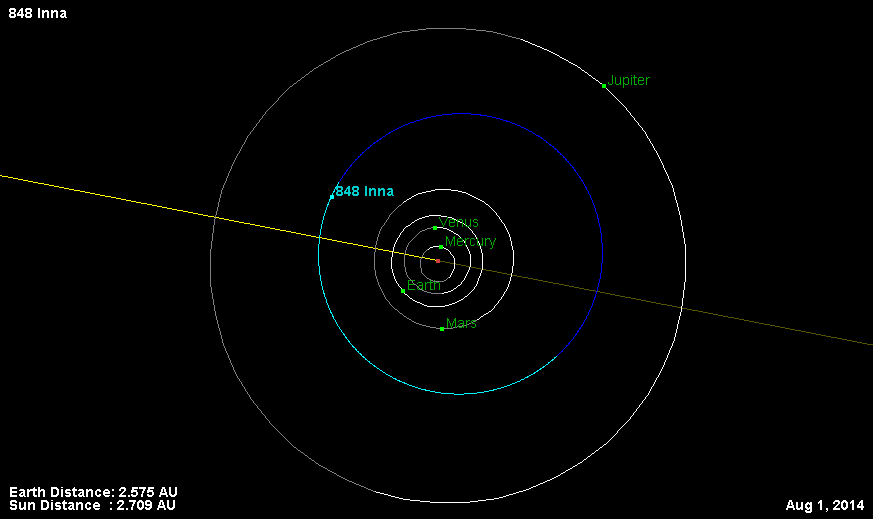
La órbita de (848) Inma y su posición el 1 de agosto de 2014 (programa de visión de órbita de la NASA)

(848) Inna es un asteroide perteneciente al cinturón de asteroides descubierto en 1915 por Grigori Nikoláievich Neúimin.

## Descubrimiento y denominación
Inna fue descubierto por Grigori Neúimin el 5 de septiembre de 1915 desde el observatorio de Simeiz, en Crimea, e independientemente por Max Wolf el 9 de septiembre del mismo año desde el observatorio de Heidelberg-Königstuhl, Alemania. Se designó inicialmente como 1915 XS y, posteriormente, se nombró en honor de la astrónoma soviética Inna Nikoláievna Balanovskaya (1881-1945).

## Características orbitales
Inna orbita a una distancia media del Sol de 3,106 ua, pudiendo alejarse hasta 3,628 ua. Su inclinación orbital es 1,046° y la excentricidad 0,168. Emplea en completar una órbita alrededor del Sol 1999 días y forma parte de la familia asteroidal de Temis.

## Características físicas
La magnitud absoluta de Inna es 11,2.